# Ủy ban nhân dân Thành phố Hồ Chí Minh

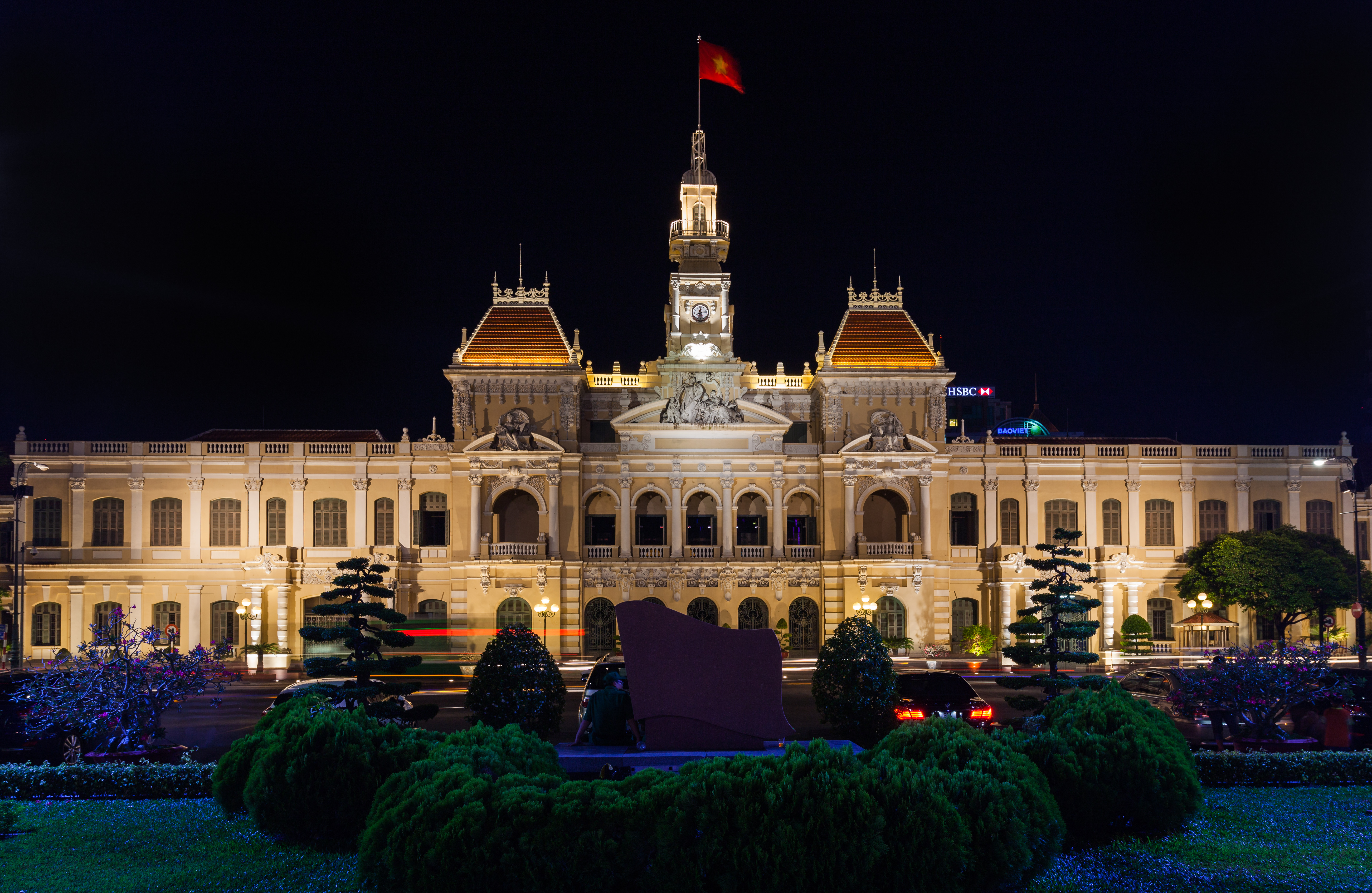
Trụ sở Ủy ban nhân dân Thành phố Hồ Chí Minh

Ủy ban nhân dân Thành phố Hồ Chí Minh là cơ quan hành chính nhà nước nằm trong phân cấp hành chính Cộng hòa Xã hội chủ nghĩa Việt Nam. Đây là cơ quan hành chính nhà nước địa phương ở Thành phố Hồ Chí Minh, cơ quan chấp hành của Hội đồng nhân dân Thành phố Hồ Chí Minh, chịu trách nhiệm trước Hội đồng này và cơ quan nhà nước ở Trung ương. Ủy ban nhân dân Thành phố Hồ Chí Minh do Hội đồng nhân dân Thành phố Hồ Chí Minh bầu ra và được Thủ tướng Chính phủ phê duyệt.
Theo Nghị định số 08/2016/NĐ-CP, Hà Nội và Thành phố Hồ Chí Minh có không quá 5 Phó Chủ tịch Ủy ban nhân dân; các thành phố trực thuộc trung ương khác có không quá 4 Phó Chủ tịch Ủy ban nhân dân. Ủy viên Ủy ban nhân dân thành phố trực thuộc trung ương gồm các Ủy viên là người đứng đầu cơ quan chuyên môn thuộc Ủy ban nhân dân thành phố trực thuộc trung ương, Ủy viên phụ trách quân sự, Ủy viên phụ trách công an.

## Các Cơ quan trực thuộc Ủy ban
1. Văn phòng[2]
2. Thanh tra
3. Sở Nội vụ
4. Sở Tư pháp
5. Sở Tài chính
6. Sở Xây dựng
7. Sở Nông nghiệp và Môi trường
8. Sở Văn hóa và Thể thao
9. Sở Du lịch
10. Sở Khoa học và Công nghệ
11. Sở Giáo dục và Đào tạo
12. Sở Y tế
13. Sở Công Thương
14. Sở Dân tộc và Tôn giáo
15. Sở An toàn thực phẩm
16. Ban Quản lý Khu Công nghệ cao
17. Ban Quản lý các Khu Công nghiệp và Khu Chế xuất (HEPZA)
18. Ban Quản lý Đường sắt đô thị (MAUR)
19. Ban Quản lý Phát triển Đô thị
20. Ban Quản lý dự án Đầu tư xây dựng Các công trình Dân dụng và Công nghiệp
21. Ban Quản lý dự án Đầu tư xây dựng Hạ tầng đô thị
22. Ban Quản lý dự án đầu tư xây dựng Các công trình Giao thông đô thị
23. Trung tâm Xúc tiến Thương mại và Đầu tư (ITPC)
24. Trung tâm Chuyển đổi số
25. Trung tâm cách mạng công nghiệp lần thứ 4
26. Viện Nghiên cứu phát triển
27. Viện Quy hoạch phát triển đô thị Bình Dương
28. Đài Truyền hình Thành phố Hồ Chí Minh (HTV)
29. Đài Tiếng nói Nhân dân Thành phố Hồ Chí Minh (VOH)
30. Đài Phát thanh - Truyền hình Bình Dương (BTV)
31. Đài Phát thanh - Truyền hình Bà Rịa - Vũng Tàu (BRT)
32. Ủy ban về người Việt Nam ở nước ngoài
33. Lực lượng Thanh niên xung phong
34. Báo Pháp luật Thành phố Hồ Chí Minh
35. Tạp chí Du lịch Thành phố Hồ Chí Minh
36. Tạp chí Kinh tế Sài Gòn
37. Tạp chí Giáo dục Thành phố Hồ Chí Minh
38. Tạp chí Doanh nhân Sài Gòn
39. Tạp chí Khoa học phổ thông

## Các cơ sở giáo dục trực thuộc Ủy ban
1. Trường Đại học Sài Gòn
2. Trường Đại học Y khoa Phạm Ngọc Thạch
3. Trường Đại học Thủ Dầu Một
4. Trường Cao đẳng Lý Tự Trọng Thành phố Hồ Chí Minh
5. Trường Cao đẳng Kiến trúc – Xây dựng Thành phố Hồ Chí Minh
6. Trường Cao đẳng Kinh tế – Kỹ thuật Thành phố Hồ Chí Minh
7. Trường Cao đẳng Kỹ thuật Nguyễn Trường Tộ
8. Trường Cao đẳng Công nghệ Thủ Đức
9. Trường Cao đẳng Giao thông vận tải
10. Trường Cao đẳng Nghề Việt Nam - Singapore
11. Trường Cao đẳng Y tế Bình Dương

## Trụ sở Ủy ban nhân dân

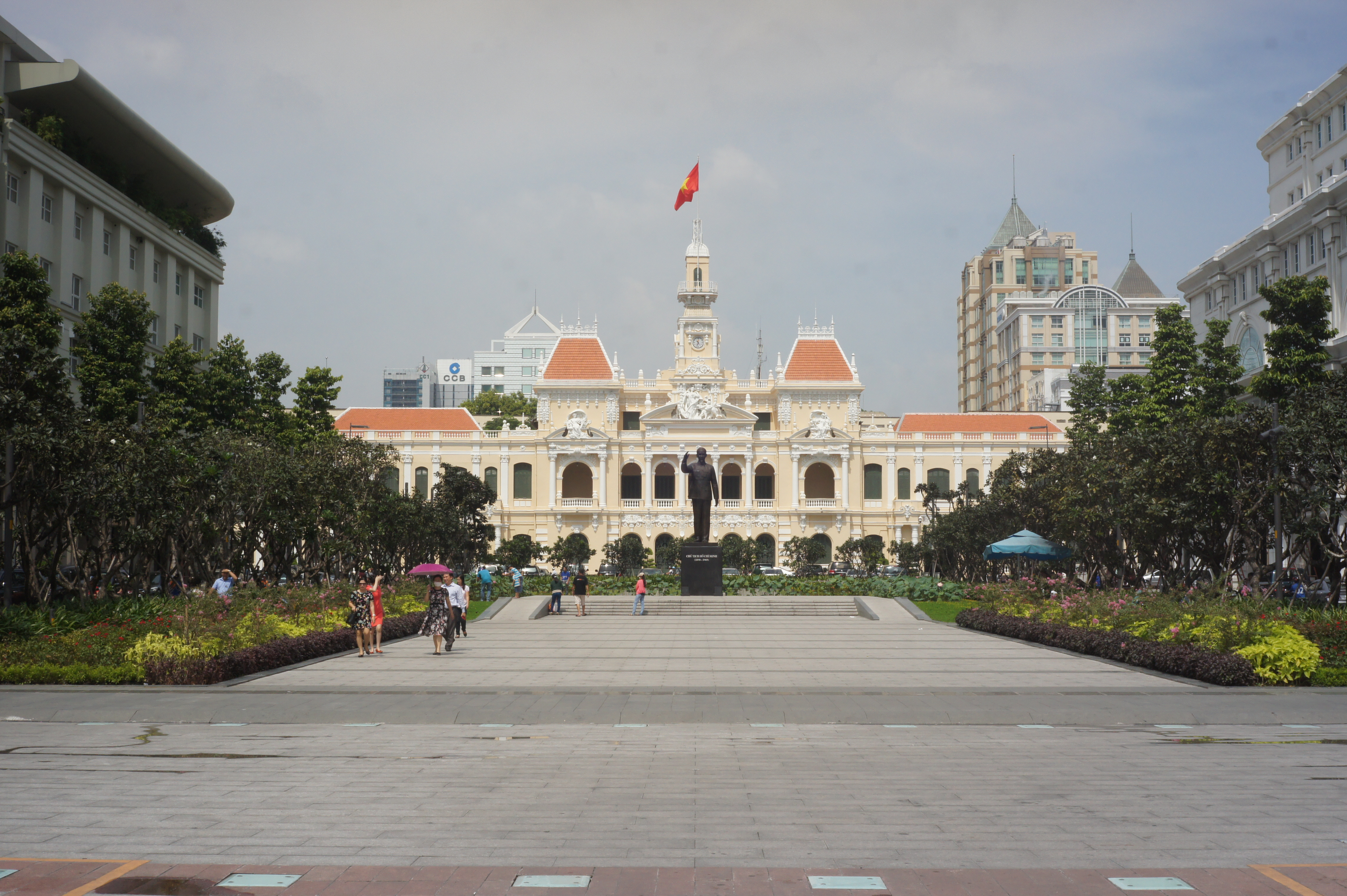
Trụ sở Ủy ban nhân dân Thành phố Hồ Chí Minh.

Trụ sở Ủy ban nhân dân Thành phố Hồ Chí Minh hiện nay đặt tại số 86 Lê Thánh Tôn, phường Sài Gòn, cuối đại lộ Nguyễn Huệ. Đây là một tòa nhà được xây dựng từ năm 1898 đến 1909 do kiến trúc sư Gardès thiết kế mô phỏng theo kiểu những lầu chuông ở miền Bắc nước Pháp. Thời Pháp thuộc, tòa nhà này có tên là Dinh xã Tây. Đến thời Việt Nam Cộng hòa gọi là Tòa đô chánh Sài Gòn là nơi làm việc và hội họp của chính quyền thủ đô Sài Gòn.

## Nhân sự Ủy ban nhân dân Thành phố nhiệm kỳ 2021 - 2026

### Thường trực UBND

#### Chủ tịch
- Nguyễn Văn Được, Ủy viên Trung ương Đảng, Phó Bí thư Thành ủy Thành phố Hồ Chí Minh [3]

#### Các Phó Chủ tịch
1. Nguyễn Văn Thọ, Ủy viên Ban Thường vụ Thành ủy - Phó Chủ tịch thường trực phụ trách nội chính [4]
2. Nguyễn Lộc Hà, Ủy viên Ban Thường vụ Thành ủy - Phó Chủ tịch phụ trách đối ngoại và phát triển
3. Nguyễn Mạnh Cường, Ủy viên Ban Thường vụ Thành ủy - Phó Chủ tịch
4. Nguyễn Văn Dũng, Thành ủy viên [5] - Phó Chủ tịch phụ trách tài chính, ngân sách
5. Trần Thị Diệu Thúy, Thành ủy viên [6] - Phó Chủ tịch phụ trách khoa giáo - văn xã
6. Bùi Xuân Cường, Thành ủy viên [7] - Phó Chủ tịch phụ trách an toàn giao thông, đầu tư công
7. Bùi Minh Thạnh, Thành ủy viên - Phó Chủ tịch phụ trách tổ chức bộ máy; chính quyền

### Ủy viên UBND
1. Tư lệnh Bộ Tư lệnh thành phố: Thiếu tướng Vũ Văn Điền [8]
2. Giám đốc Công an thành phố: Thiếu tướng Mai Hoàng [9]
3. Chánh Thanh tra thành phố: Trần Văn Bảy [10]
4. Chánh Văn phòng UBND thành phố: Dương Hồng Thắng [11]
5. Giám đốc Sở Khoa học và Công nghệ: Lâm Đình Thắng
6. Giám đốc Sở Nội vụ: Phạm Thị Thanh Hiền [12]
7. Giám đốc Sở Tài chính: Nguyễn Công Vinh [13]
8. Giám đốc Sở Xây dựng: Võ Hoàng Ngân
9. Giám đốc Sở Nông nghiệp và Môi trường:
10. Giám đốc Sở Dân tộc và Tôn giáo: Nguyễn Văn Đồng
11. Giám đốc Sở Tư pháp: Nguyễn Thị Hồng Hạnh [14]
12. Giám đốc Sở Y tế: Tăng Chí Thượng
13. Giám đốc Sở Công Thương: Bùi Tá Hoàng Vũ [15]
14. Giám đốc Sở Văn hóa và Thể thao: Trần Thế Thuận [16]
15. Giám đốc Sở Du lịch: Nguyễn Thị Ánh Hoa [17]
16. Giám đốc Sở Giáo dục và Đào tạo: Nguyễn Văn Hiếu
17. Giám đốc Sở An toàn thực phẩm: Phạm Khánh Phong Lan [18]

## Lãnh đạo UBND Thành phố mất khi đương chức
1. Nguyễn Thị Thu, Phó Chủ tịch UBND Thành phố nhiệm kì 2016 - 2021 (Qua đời khi đương chức)
2. Lê Hòa Bình, Phó Chủ tịch thường trực UBND Thành phố nhiệm kì 2021 - 2026 (Qua đời khi đương chức)